# Ceca hitovi (1994)
Ceca hitovi je druga glasbena kompilacija srbske pop-folk pevke Svetlane Ražnatović - Cece, ki je leta 1994 izšla v beograjski založbeni hiši PGP-RTS.  To je obenem tudi prvi album, ki ga je pevka objavila za PGP-RTS, po letu 1991. 
Na kompilaciji so uspešnice z albumov, ki jih je pevka izdala v obdobju med leti 1988 in 1993.
Kompilacija je izšla le na MC kaseti. 

## Seznam pesmi

### Stran A
1. »Šta je to u tvojim venama« (A. Radulović, M. Tucaković) - 3:20
2. »Žarila sam žar« (A. Radulović, S. Veličković) - 3:13
3. »Babaroga« (D. Ivanković, M. A. Kemiš) - 4:39
4. »Cipelice« (D. Ivanković, Lj. Živković, M. A. Kemiš) - 3:59
5. »Pustite me da ga vidim« (D. Ivanković, S. Spasić, M. A. Kemiš) - 4:25

### Stran B
1. »Kukavica« (A. Radulović, M. Tucaković) - 3:49
2. »Zaboravi« (A. Radulović, S. Veličković) - 4:17
3. »Cvetak zanovetak« (D. Ivanković, B. Majdanac, M. Kodić, B. Đorđević) - 3:27
4. »Drugarice, prokletnice« (D. Ivanković, M. A. Kemiš) - 3:43
5. »To Miki« (D. Ivanković, M. A. Kemiš) - 4:30

## Ostale informacije
- Oblikovalka naslovnice: Zdenka Marina
- Računalniško oblikovanje: BIOS Co.
- Urednik: Momčilo Stanišić
- Direktor: Đorđe Minkov
- Založba: Radio televizija Srbije, Produkcija gramofonskih ploča

## Zgodovina objave zgoščenke
| Država      | Datum | Založba | Oblika |
| ----------- | ----- | ------- | ------ |
| Jugoslavija | 1994  | PGP-RTS | MC     |